# Sarasvatia
Sarasvatia is een geslacht van vliesvleugeligen uit de familie Eulophidae. De wetenschappelijke naam van dit geslacht is voor het eerst geldig gepubliceerd in 1976 door Hedqvist.

## Soorten
Het geslacht Sarasvatia is monotypisch en omvat slechts de volgende soort:
- Sarasvatia srilankiensis Hedqvist, 1976